# Verònica Torrano Moya
Verònica Torrano Moya (Barcelona, 6 d'abril 1978), és una investigadora en biologia molecular i bioquímica, pionera en l'estudi de solucions per al càncer de pròstata. Per les seves investigacions va guanyar el Premi L'Oréal-Unesco per a les dones i la ciència el 2019.

## Trajectòria professional
Al llarg dels seus estudis va mostrar interès i facilitat per la física i les matemàtiques, si bé finalment va decidir estudiar bioquímica a la Universitat de Barcelona. Va optar per fer el doctorat en biologia molecular i bioquímica a la Universitat de Cantàbria amb un treball basat en mecanismes biològics que es modifiquen en un determinat tipus de leucèmia, desenvolupat sota la direcció de Maria Dolores Delgado.
Posteriorment, va realitzar una estada postdoctoral becada a l’Institut de Recerca del Càncer, a Sutton (Londres), que li va obrir les portes del Centre de Recerca Cooperativa en Biociències (CICbioGUNE), a Derio (Biscaia), com a investigadora postdoctoral sènior, on va treballar sota la supervisió d'Arkaitz Carracedo. Aquesta etapa entre 2011 i 2019 li va representar un punt d’inflexió professional, ja que el seu grup va identificar el paper clau que juga un regulador del metabolisme en la progressió del càncer de pròstata cap a la metàstasi. Aquesta descoberta va permetre registrar diverses patents que, fent servir aquest regulador, classifiquen els pacients de càncer de pròstata amb pitjor pronòstic i establien hipòtesis de treball clínicament rellevant després d'analitzar les bases de dades de pacients mitjançant una eina bioinformàtica desenvolupada pel mateix equip.
En paral·lel, va formar part d'una vintena de publicacions destacades,

 moltes d'elles com a autora principal.
Després d'aquesta etapa, el 2019 va ser contractada per la universitat del País Basc com a investigadora principal Ramón y Cajal al Departament de Bioquímica i Biologia Molecular per obrir noves línies d'investigació enfocades al càncer de pròstata.

## Recerca del càncer de pròstata
El càncer de pròstata és una patologia de gran prevalença ja que afecta al voltant d'un de cada sis homes al llarg de la seva vida.
A partir d'aquests antecedents, l'equip liderat per Torrano a la universitat del País Basc centra la seva recerca a desxifrar les vies de comunicació a nivell genètic i biològic que governen l'evolució d'un càncer agressiu de pròstata.
Investigacions prèvies havien confirmat que la pèrdua del regulador de la transcripció d'oncògens PGC1α, està relacionat amb aquesta evolució, ja què «pot frenar el creixement del tumor, reduir la seva agressivitat i, conseqüentment, augmentar la capacitat de la resposta immune natural».
L'objectiu del projecte és entendre com actua PGC1α, descobrir trets d'agressivitat en pacients afectats per aquesta mena de tumor, sobre la base de la funció anti-tumoral de PGC1α, i desenvolupar noves teràpies que, en combinació amb tractaments inhibidors de oncogens, potenciïn aquesta resposta immune. Es tracta d'una línia de treball que s'emmarca dins la medicina de precisió, una nova tendència en medicina que, a partir de la informació dels gens o les proteïnes d'una persona, permet prevenir, diagnosticar o tractar una malaltia de forma molt personalitzada. El 2021, aquest projecte de recerca va obtenir un nou suport per ampliar les línies d'investigació mitjançant una beca de la Fundació Fero dotada amb 80.000 €.

## Dones científiques i noves generacions
De la seva trajectòria professional de post-doctorada va aprendre que «és un camí dur i alhora satisfactori, on és essencial comptar amb suport i mentors que t'escoltin, et guiïn i et dotin d'eines. Però per sobre de tot, cal creure en tu mateix i en el teu treball. Que qualsevol decisió que prens estarà bé, si tens seguretat en tu mateix».
Coneixedora del baix rati de dones que opten per les conegudes com disciplines STEM, ha transmès aquests valors i el seu propi exemple en múltiples conferències, ja que «les dones científiques s'enfronten a la manca de models a seguir i la pressió social que deriva en una minva de dones científiques en càrrecs de responsabilitat». La concessió de l'edició espanyola de 2019 del premi L'Oréal-Unesco per a les dones i la ciència va donar més força al seu missatge entre les noves generacions de noies per decidir el seu futur professional.
Com a membre de l'executiva de l'Associació Espanyola d'Investigació Contra el Càncer, el 2019 va impulsar la creació de la secció "ASEICA Jove" per orientar i visibilitzar el treball de les noves generacions d'investigadors en oncologia. Des de la seva funció de presidenta d'ASEICA Jove alertava de la regressió del nombre d'investigadors joves a l'estat espanyol, causat per la manca d'estímuls i oportunitats, amb uns fons destinats a la R+D+i al nivell de quinze anys enrere.